# Bonthe
Bonthe – miasto w południowo-zachodnim Sierra Leone. Jest stolicą dystryktu Bonthe. W 2004 roku miasto to liczyło ponad 9740 mieszkańców.

## Historia
W XlX wieku był to brytyjski punkt kontrolny przeciwko handlowi niewolnikami, który został zasiedlony przez uwolnionych niewolników afrykańskich i rozwijał się jako port przeładunkowy produktów rolnych.

## Port morski
Lata świetności portu w Bonthe to druga połowa XIX wieku. Nadal eksportuje się ziarno palmowe, imbir, piasawę i kawę, ale zamulenie ujścia rzeki, przybrzeżne bagna i nowe wewnętrzne szlaki zmniejszyły jego znaczenie jako portu. Miasto jest centrum handlu bagiennym ryżem, rybami i piasawą wśród ludów Mende i Sherbro, które obecnie przewyższają liczebnie Kreolów (potomków wyzwolonych niewolników).